# 眩惑庭園
眩惑庭園（げんわくていえん）は日本のバンドである。( 英: dazedgarden )

## 来歴
- 2010年

Vo&G 西山 玲央奈 とGt 難波 秀樹 を中心に都内で活動を始める。
- 2011年

5月、1st Mini Album【white echo】をリリース。全国ツアー[white echo tour2011](全11公演)を決行。ツアーファイナルは新宿MARZ単独公演。
- 2013年

6月7日、代々木Live laboにて単独公演【核-core-】開催。
9月、初のマレーシア公演(全2公演)。出演イベント[Jrock no tamashii 2013]では地元バンドや大トリのヘッドライナーを抑え、異例の盛り上がりとCD売り上げを記録。2日目の公演では多数のメジャーアーティストと共演。
- 2014年

4月、Estrangedと東名阪ツアー。
8月、マレーシアツアー(全4箇所)、昨年出演した同イベント[Jrock no tamashii 2014]のヘッドライナーに抜擢、地元TV局にも取り上げられる。
12月、恵比寿Club aimにて単独公演【曉-dawn-】開催。
- 2015年

3月、昨年のマレーシアツアーを機に眩惑庭園を直訳した-dazedgarden-名義でマレーシアのプロダクション事務所とマネジメント契約、ワーナーマレーシアからデジタル配信でメジャーデビュー。
8月、川崎クラブチッタにてCHAIN the ROCK Festival 2015に参加
9月2日、2nd Mini Album【Grief】リリース。
9月5日、高田馬場Club PHASEにて2nd Mini Album【Grief】リリースパーティーを開催。共演は宇頭巻(現 UZMK表記)、21g、Missile Girl Scoot、トリルダン、Dreact.
9月〜11月、全国ツアー[-From Grief To Grace-](全7公演)を決行。ツアーファイナルは新宿MARZ単独公演。
12月、恵比寿Club aimにて単独公演【曉-dawn-】開催。
- 2016年 8月、川崎クラブチッタにてCHAIN the ROCK Festival 2016に参加。

11月29日、高田馬場Club PHASEにて単独公演【刻-moment-】開催。
- 2018年

8月、恵比寿Club aimにて単独公演【燎-balefire-】開催。
10月、渋谷Club asiaにて【極東鎖国】開催。
11月、1st Full Album【Grief To Grace】をWarner Music Malaysiaからworld wide digital release。
- 2019年

3月、浅草GOLD SOUNDSにて【極東鎖国】開催。